# Pajas Blancas Airport
Pajas Blancas Airport är en flygplats i Argentina. Den ligger i den centrala delen av landet, 700 km nordväst om huvudstaden Buenos Aires. Pajas Blancas Airport ligger 488 meter över havet.
Terrängen runt Pajas Blancas Airport är platt. Runt Pajas Blancas Airport är det mycket tätbefolkat, med 2 345 invånare per kvadratkilometer.. Närmaste större samhälle är Córdoba, 10,3 km söder om Pajas Blancas Airport.
Runt Pajas Blancas Airport är det i huvudsak tätbebyggt.